# Andrijevica
Andrijevica (kyrillisch Андријевица) ist eine Kleinstadt im Osten Montenegros mit etwas mehr als 1000 Einwohnern. Andrijevica ist der Hauptort der nach ihr benannten Gemeinde mit über 5000 Einwohnern und 283 km² Fläche.

## Geographie
Der Ort befindet sich an der Mündung der Zlorečica in den Oberlauf des Lim, etwa 55 km nordöstlich von Podgorica. Mit der Hauptstadt ist es durch eine Bergstraße verbunden, die auf 81 km Länge durch das obere Tal der Tara führt.
Andrijevica ist etwa 9 km von der Grenze Albaniens und 21 km von Serbien und dem Kosovo entfernt. Peja ist über eine Lokalstraße über den Čakorpass zu erreichen.

## Geschichte
Der Ort Andrijevica ist relativ jung und wurde Mitte des 19. Jahrhunderts gegründet, als sich ab 1853 eine Siedlung um die Kirche des Andrija ausbreitete. Damals gehörte der Landstrich zum Sandschak von Novi Pazar. In der Folge wuchs Andrijevica zu einem wichtigen Verwaltungszentrum an.

## Bevölkerung
Zur Volkszählung von 2011 hatte der Ort Andrijevica 1048 Einwohner, von denen sich 643 (61,35 %) als Serben und 350 (33,40 %) als Montenegriner bezeichneten.
| Zensus    | 1948 | 1953 | 1961 | 1971 | 1981 | 1991 | 2003 | 2011 |
| --------- | ---- | ---- | ---- | ---- | ---- | ---- | ---- | ---- |
| Einwohner | 894  | 899  | 1007 | 994  | 941  | 933  | 1073 | 1048 |

## Persönlichkeiten
- Puniša Račić (1886–1944), Tschetnik-Führer, Parlamentsabgeordneter und politischer Mörder.